# Durant Motors
Durant Motors è stata una casa automobilistica statunitense attiva dal 1921 al 1931. Fu fondata a Lansing, nel Michigan, da William C. Durant.

## Storia

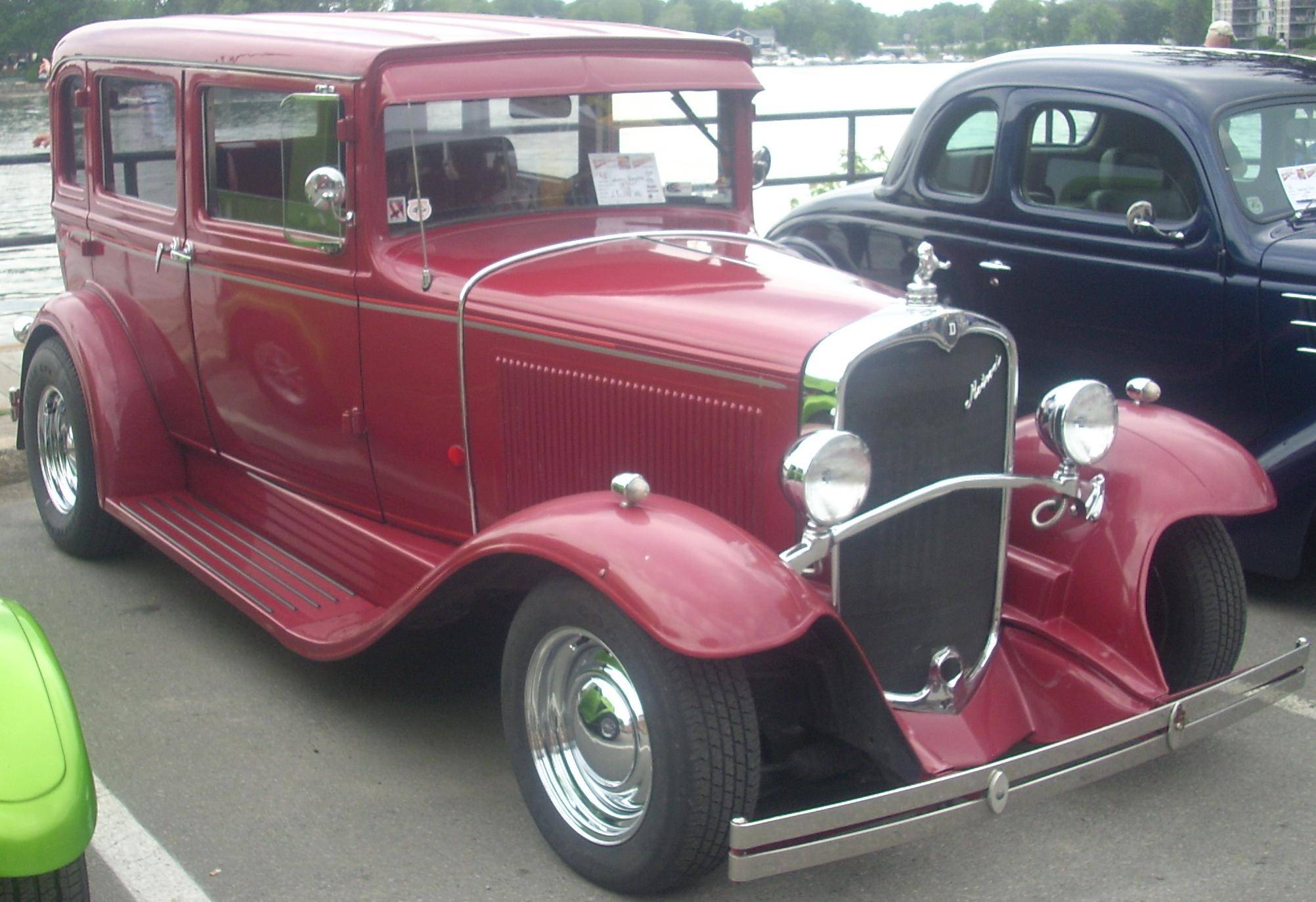
Una Durant berlina del 1928

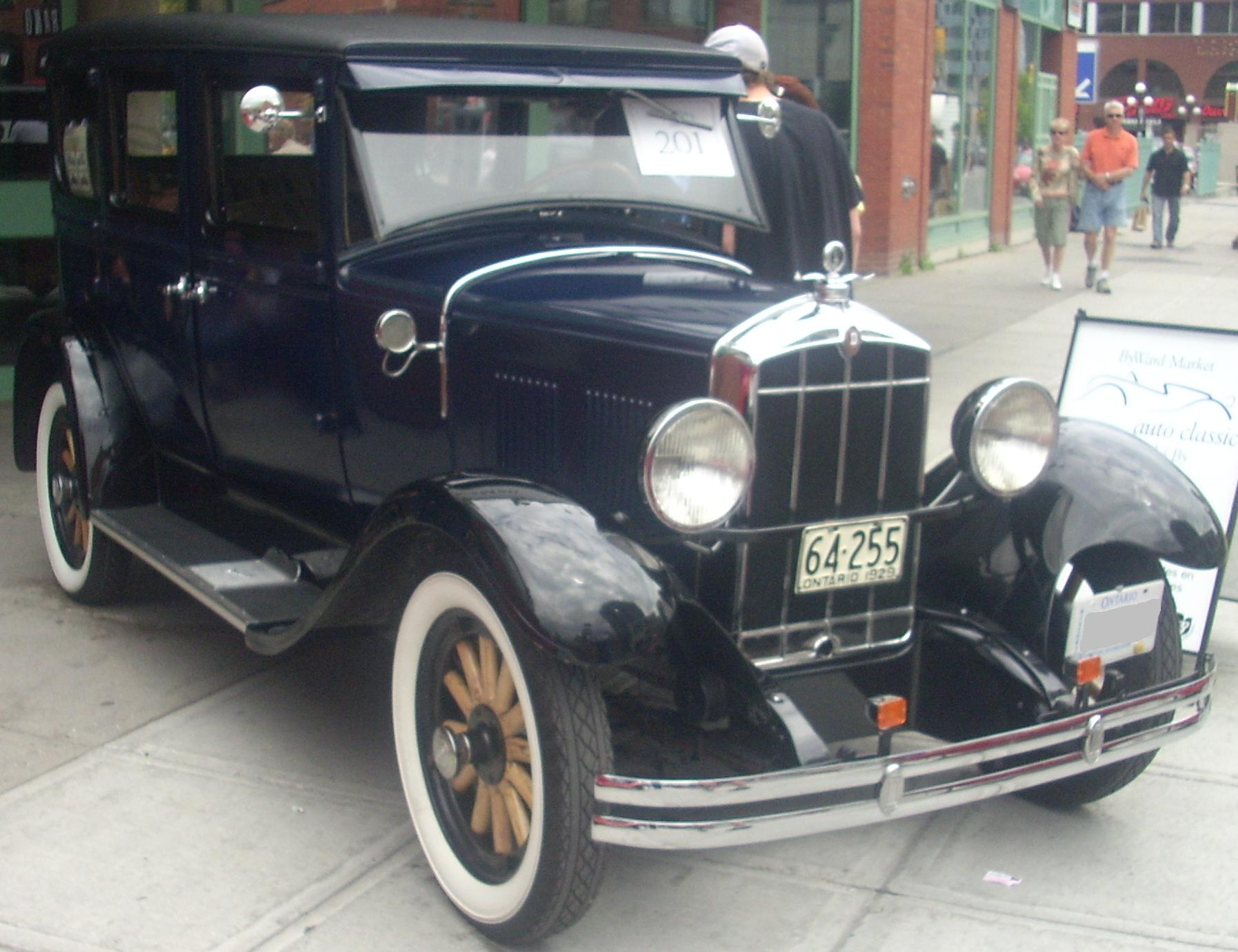
Una Durant berlina del 1929

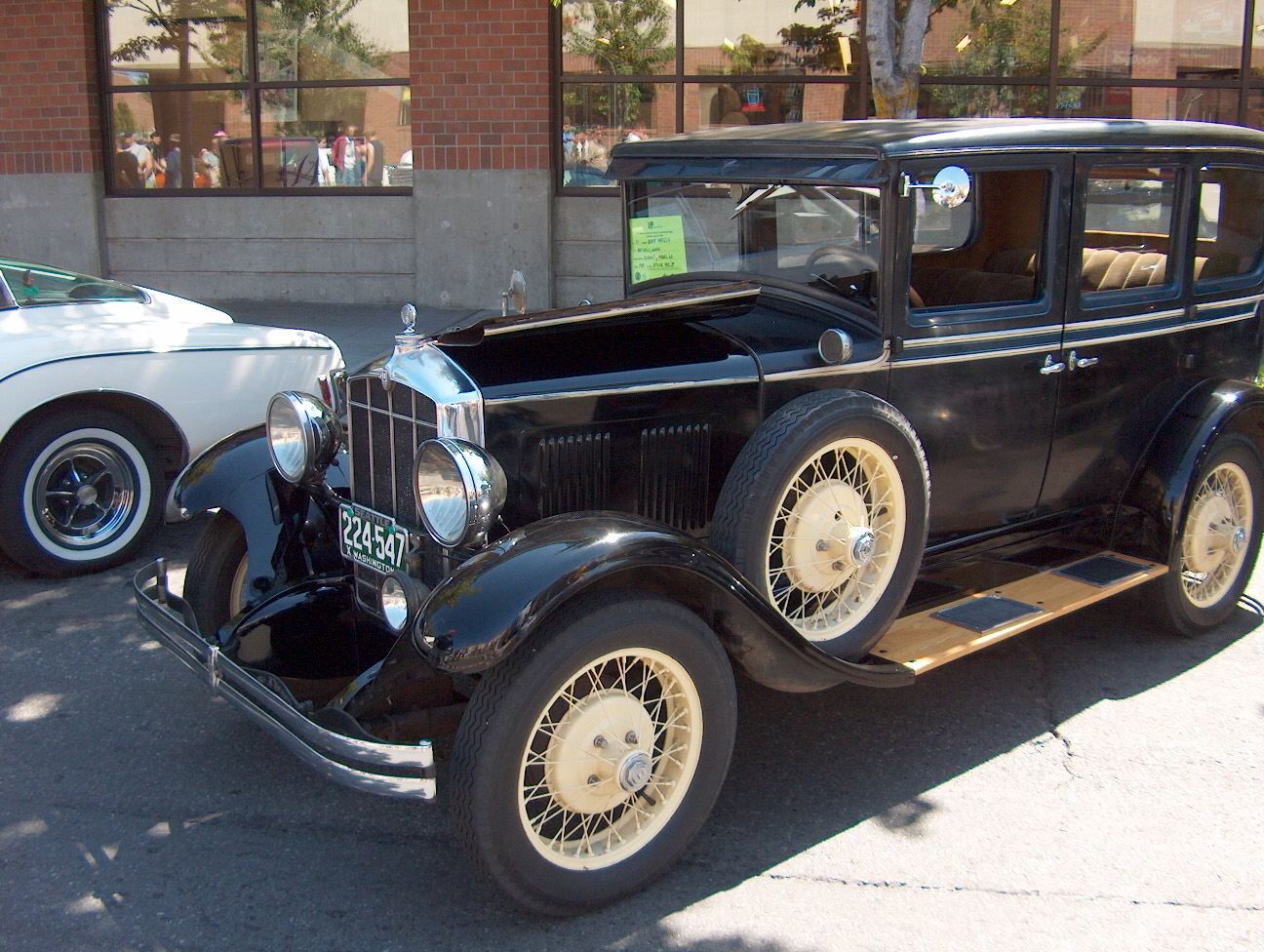
Una Durant 6-60 berlina del 1929

La Durant fu fondata dopo l'abbandono della General Motors da parte di William C. Durant. Questa casa automobilistica venne lanciata sui mercati per competere con la Buick e la Oldsmobile. Nel 1922 William Durant acquistò la Locomobile per avere un marchio di lusso che contrastasse la Rolls Royce e la Pierce-Arrow. La Durant controllò anche alcuni marchi automobilistici minori. Dal 1928 al 1931 la Durant commercializzò autocarri con marchio Rugby negli Stati Uniti ed in Canada.
Gli stabilimenti produttivi erano due. Uno era situato a Lansing, mentre l'altro a Elizabeth, nel New Jersey. All'inizio il marchio Durant ebbe un discreto successo sui mercati. I volumi di vendita non furono però sufficienti a garantire la salvezza del marchio, che infatti fu soppresso nel 1931.

## Modelli prodotti
| Modello | Model year | Motore                    | Potenza             | Passo    | Carrozzerie disponibili                       |
| ------- | ---------- | ------------------------- | ------------------- | -------- | --------------------------------------------- |
| A       | 1921       | Quattro cilindri in linea | 35 CV (26 kW)       | 2.769 mm | Torpedo, coupé e berlina                      |
| A-22    | 1922-1926  | Quattro cilindri in linea | 35-37 CV (26-27 kW) | 2.769 mm | Roadster, torpedo, coupé e berlina            |
| B-22    | 1921-1923  | Sei cilindri in linea     | 70 CV (51 kW)       | 3.137 mm | Roadster, torpedo, coupé e berlina            |
| 55      | 1928       | Sei cilindri in linea     | 40 CV (29 kW)       | 2.718 mm | Coupé e berlina                               |
| 65      | 1928       | Sei cilindri in linea     | 47 CV (35 kW)       | 2.794 mm | Roadster, torpedo, cabriolet, coupé e berlina |
| 75      | 1928       | Sei cilindri in linea     | 70 CV (51 kW)       | 3.023 mm | Berlina                                       |
| 4-40    | 1929       | Quattro cilindri in linea | 36 CV (26,5 kW)     | 2.718 mm | Roadster, coupé e berlina                     |
| 6-60    | 1929       | Sei cilindri in linea     | 43 CV (32 kW)       | 2.769 mm | Roadster, cabriolet , coupé e berlina         |
| 6-66    | 1929       | Sei cilindri in linea     | 47 CV (35 kW)       | 2.845 mm | Coupé, berlina e phaeton                      |
| 6-70    | 1929       | Sei cilindri in linea     | 65 CV (48 kW)       | 3.023 mm | Coupé e berlina                               |
| 6-14    | 1930-1931  | Sei cilindri in linea     | 58 CV (43 kW)       | 2.845 mm | Roadster, coupé, berlina e phaeton            |
| 6-17    | 1930       | Sei cilindri in linea     | 70 CV (59 kW)       | 2.921 mm | Coupé e berlina                               |
| 6-10    | 1931       | Sei cilindri in linea     | 50 CV (37 kW)       | 2.845 mm | Coupé e berlina                               |
| 6-12    | 1931       | Sei cilindri in linea     | 58 CV (43 kW)       | 2.845 mm | Coupé e berlina                               |
| 6-19    | 1931       | Sei cilindri in linea     | 58 CV (43 kW)       | 2.845 mm | Coupé e berlina                               |
| 6-20    | 1932       | Sei cilindri in linea     | 71 CV (52 kW)       | 2.769 mm | Berlina                                       |
| 6-21    | 1932       | Sei cilindri in linea     | 71 CV (52 kW)       | 2.769 mm | Berlina                                       |